# NGC 7652
NGC 7652 ist eine linsenförmige Galaxie vom Hubble-Typ S0-a im Sternbild Tukan am Südsternhimmel. Sie ist schätzungsweise 451 Millionen Lichtjahre von der Milchstraße entfernt.
Das Objekt wurde am 28. Oktober 1834 vom britischen Astronomen John Herschel entdeckt.